# برايان سلاتر
برايان سلاتر (بالإنجليزية: Brian Slater)‏ (20 أكتوبر 1932 بشفيلد في المملكة المتحدة - 1 يناير 1999 بشفيلد في المملكة المتحدة) هو لاعب كرة قدم بريطاني في مركز الهجوم. لعب مع شيفيلد وينزداي وغريمسبي تاون ونادي بيرتن ألبيون ونادي تشيسترفيلد ونادي روذرهام يونايتد.